# Sveti Marko, Firence
Samostan sv. Marka je verski kompleks v Firencah v Italiji. Obsega cerkev in samostan. Samostan, ki je danes Museo Nazionale di San Marco. V 15. stoletju je bil dom dveh slavnih dominikancev, slikarja Fra Angelica in pridigarja Girolama Savonarole. V samostanu je tudi znamenita zbirka rokopisov v knjižnici, ki jo je zgradil Michelozzo.

## Zgodovina

### Vallumbrosanci in Silvestrini
Sedanji samostan zavzema mesto, kjer je v 12. stoletju obstajal samostan Vallombrosancev, ki je kasneje prešel k menihom Silvestrinom. Obe skupini sta bili podružnici reda svetega Benedikta. Vsaj v času Silvestrinov je bila cerkev uporabljena tako za samostanske liturgične funkcije kot župnijska cerkev.
Od tega začetnega obdobja so pred kratkim ponovno odkrili nekaj sledi fresk pod nivojem tal. Leta 1418 so na silvestrine, obtožene ohlapnosti pri spoštovanju tega reda, pritisnili, naj samostan zapustijo, vendar je na to posredoval papež Evgen IV. in Baselski koncil preden so stavbe leta 1437 izpraznili in jih predali spoštljivim dominikancem, ki so prišli iz samostana sv. Dominika v Fiesole. Odločilni element je bil posredovanje Cosima de' Medicija starejšega, ki je že od leta 1420 izrazil podporo reformiranemu frančiškanskemu samostanu Bosco ai Frati in po vrnitvi iz izgnanstva leta 1434 jasno izrazil željo po skupnosti dominikancev s sedežem v Firencah. Ko so Silvestrini odšli in se preselili v manjši samostan San Giorgio alla Costa, so dominikanski fratri prevzeli stavbe sv. Marka, ki so bile v slabem stanju in so bili približno dve leti dolžni živeti v vlažnih celicah ali lesenih kočah. Pozvali so Cosima de' Medici, ki je živel v bližini v družinski palači, danes znani kot Palazzo Medici Riccardi, naj financira obnovo celotnega kompleksa.

### Rekonstrukcija Medičejcev
Leta 1437 je Cosimo naročil Michelozzu, najljubšemu arhitektu družine Medici, da obnovi samostan sv. Marka v renesančnem slogu. Do leta 1438 so dela že dobro potekala in končno posvečenje je bilo na Epifanijevo noč 1443 v navzočnosti papeža Evgena IV. in nadškofa Capue, kardinala Niccolòja d'Acciapaccia. Sv. Marko je postal eden glavnih elementov v novi konfiguraciji območja severno od središča Firenc (tako imenovana »četrt Medici«), skupaj s palačo družine Medici in baziliko sv. Lovrenca. Ta leta so zaznamovala vrhunec umetniškega pokroviteljstva Medičejcev, predvsem v povezavi s premestitvijo ekumenskega sveta iz Ferrare v Firence leta 1439. Michelozzu je uspelo razviti arhitekturni model za renesančno knjižnico. Vključevala je dolgo ozko dvorano, razdeljeno na tri dele z dvema vrstama navadnih stebrov.
Po navedbah Giorgia Vasarija v Življenja najboljših slikarjev, kiparjev in arhitektov je Cosimo v nov samostan vložil precejšnjo količino finančnih sredstev, ki so znašala približno 40.000 florinov. Michelozzo je delal na sv. Marku od leta 1439 do 1444. Niccolò de' Niccoli je v svojem življenju razvijal zbirko rokopisov, ki so zajemali humanistične in verske teme. Niccoli je svojo obširno zbirko rokopisov po svoji smrti želel podariti javni knjižnici. Pogoji Niccolijeve zapuščine so bili, da knjige niso bile namenjene samo menihom, ampak tudi za omnes cives studiosi (vsi zainteresirani državljani), menihi niso mogli prodati ali odstraniti knjig iz samostana. Niccolijevo posestvo je plačalo 300 zlatih florinov menihom za gradnjo knjižnice in ohranjanje knjig, ustanovljen pa je bil tudi odbor dvanajstih skrbnikov, ki je bil odgovoren za knjige. 6. aprila 1441 so se izvršitelji Niccolija dogovorili, da bodo Cosimu de' Medici omogočili, da knjige postavi v knjižnico samostana sv. Marka, ki jo je nameraval zgraditi
Naravo knjižnice v sv. Marki je od ustanovitve določala odločitev Cosima de' Medici in Niccolijevih zaupnikov, da tam ustanovijo zbirko bibliofilskega humanista. Knjižnica tako predstavlja humanistični ideal Florentincev: zbirka ni ustanovljena za eno osebo, temveč za splošno uporabo. Knjižnica je bila enako posvečena verskim in posvetnim besedilom. Ko so knjižnico leta 1444 odprli, je bilo na 64 policah več kot 400 zvezkov. Vendar Cosimo s to številko ni bil zadovoljen in je ukrepal, da je prvotno zbirko dopolnil z drugimi kodeksi, zlasti s tistimi na tradicionalnih študijskih področjih.

### Cerkev
Cerkev je enoladijska s stranskimi kapelami, ki jo je v poznem 16. stoletju zasnoval Giambologna in s slikami iz 16. do 17. stoletja. V poznem 17. stoletju so zgradili tudi emporo in izrezljan strop. Nadaljnjo prenovo je leta 1678 izvedel Pier Francesco Silvani. Fasada je bila v neoklasicističnem slogu zgrajena v letih 1777–1778.
Med umetninami je najstarejše Razpelo iz 14. stoletja v pročelju. Razpelo v velikem oltarju (1425–1428) je delo Fra Angelica. Nad prvim oltarjem na desni je Sv. Tomaž moli, delo Santija di Tita iz leta 1593, nad drugim oltarjem pa je Madona s svetniki Fra Bartolomea.
Giambologna je maja 1589 dokončal Cappella di Sant'Antonino (znana tudi kot Salviatijeva kapela). Družino Salviati je zakonska zveza povezala z Medičejci (papež Leon XI. je bil sin Francesce Salviati, hčere Giacoma Salviatija in Lucrezije de' Medici). Notranjost je okrašena s fresko Pretvorba in pogreb sv. Antonina Perozzija, delo Domenica Passignana. Kupola kapele je Bernardina Poccettija, prav tako avtor fresk v Zakramentni kapeli. Slednja ima tudi platna Santija di Tita, Crespija, Francesca Morandinija, Jacopa da Empolija in Francesca Curradija.

### Samostan
Delo je bilo načrtovano v skladu z dogovori, ki so upoštevali preprostost in praktičnost, vendar so bili zelo elegantni: trezna, čeprav udobna renesančna zgradba. Notranje stene so bile prekrite s pobeljenim ometom, postavljenim središčem na dva samostana (poimenovana po svetem Antoninu in svetem Dominiku), z običajnimi samostanskimi značilnostmi kapitlja, dva refektorija in prostori za goste v pritličju. V zgornjem nadstropju so bile celice, majhne obzidane ograde, nadkrite z enokapno streho. Križni hodnik, kapitelj in spalnice (dormitorij) v opisani obliki so morali biti končani do leta 1440-1441. Južna spalnica, ki gleda na Piazza San Marco, je bila dokončana leta 1442. Dela na preostalem samostanu so potekala do leta 1452.
Cosimo Medičejski je imel v samostanu celico, ki je bila v bližini samostanskih bratov, za oseben umik. Te celice, vključno Cosimova in številne druge stene je okrasil Fra Angelico v sodelovanju z drugimi, vključno z Benozzo Gozzolijem.
Izjemna značilnost samostana je knjižnica v prvem nadstropju, prostorna z dvema vrstama stebrov, ki tvorijo tri ladje, pokrite z banjastimi oboki. Veliko število oken napolni prostor z naravno svetlobo za preučevanje in kopiranje rokopisov. Pod vodstvom Lorenza il Magnifica je knjižnica postala eno izmed najljubših stičišč florentinskih humanistov, kot sta Angelo Poliziano in Giovanni Pico della Mirandola, ki so se z redkimi grškimi in latinskimi besedili zlahka seznanili v dragocenih knjižnih zbirkah, ki so jih sestavljali Medičejci. Oba sta med pomembnimi osebnostmi, pokopanimi v San Marcu.

### Obdobje Savonarole
Poleg Fra Angelica, Antonina Pierozzija in Fra Bartolomea je bil San Marco od leta 1489 dom tudi samostanskega brata Girolama Savonarole. Potem ko je postal prior, je sprožil ostro kampanjo proti florentinski morali in razmetavanju z razkošjem. Na sodišču papeža Aleksandra VI. Borgie naj bi propadel, leta 1498 pa je svoje življenje končal na grmadi pred  Palazzo della Signoria.

## Sodobnost
Samostan so dominikancem odvzeli leta 1808 med napoleonskimi vojnami in ponovno leta 1866, ko je prešel v posest države.
Do nedavnega je v San Marcu še vedno živela skupnost dominikanskih bratov, ki so zasedali zahodni del kompleksa v bližini večjega samostana. Leta 2014 je bilo nekaj preostalih bratov premeščenih v skupnost pri Santa Maria Novella v mestu.
V samostanu je danes Museo Nazionale di San Marco. Vhod v muzej je iz tako imenovanega samostana sv. Antonina, ki ga je v 16.-17. stoletju s freskami okrasil Bernardino Poccetti.

## Dela v samostanu
- Fra Angelico, Pala di San Marco, zdaj v Narodnem muzeju Svetega Marka, Firence
- Fra Angelico, Okrevanje Palladia, zdaj v Narodni galeriji umetnosti, Washington D.C.
- Fra Angelico, sv. Kozma in Damijan pred Lisiasom, danes v Alte Pinakotek, München
- Fra Angelico, sv. Kozma in Damijan rešena pred utopitvijo, danes v Alte Pinakothek v Münchnu
- Fra Angelico, Obsodba na grmado sv. Kozme in Damjana, Irska narodna galerija, Dublin
- Fra Angelico, Pietà, danes v Alte Pinakothek, München
- Fra Angelico, Križanje svetih Kozme in Damjana, danes v Alte Pinakothek, München
- Fra Angelico, Obglavljanje svetih Kozme in Damijana, zdaj v pariškem muzeju Louvre
- Fra Angelico, Pokop svetih Kozme in Damijana, zdaj v Narodnem muzeju San Marco, Firence
- Fra Angelico, Zdravljenje diakona Justinijana, zdaj v Narodnem muzeju San Marco v Firencah
- Sandro Botticelli, Pala degli Orefici, zdaj v Uffizi, Firence
- Fra Bartolomeo, Pala Pitti, zdaj v Galleria Palatina, Firence
- Fra Bartolomeo, Predstavitev v templju, zdaj v Kunsthistorisches Museum